# Pléco

## Liste des plécos
Les compléments en L-number servent à désigner les espèces n'ayant pas encore été décrites scientifiquement, et donc à la recevabilité incertaine.
- Pléco commun — Hypostomus plecostomus, utilisé à tort et à travers pour désigner toute sorte d'Hypostominae (comme Pterygoplichthys pardalis, P. gibbiceps, etc.)
- Pléco écarlate — Pseudacanthicus — L25
- Pléco fantôme bleu diamant — Hemiancistrus blue — L128
- Pléco flamme — Pseudacanthicus — L24
- Pléco flash — Panaque — L204
- Pléco impérial — Panaquolus imperial — L350
- Pléco inspector — Hypancistrus inspector — L201
- Pléco or angelicus — Panaque — L17
- Pléco pépite d'or — Hopliancistrus tricornis — L17 — Gold Spotted Pleco
- Pléco royal — Panaque nigrolineatus — L27
- Pléco solaire — Scobinancistrus — L17
- Pleco sucrerie rayé — Peckoltia — L15
- Pléco tache bleue — Baryancistrus — L26
- Pléco tigre — Panaqolus — L02
- Pléco vampire — Leporacanthicus galaxias — L240
- Pléco zèbre — Hypancistrus zebra — L46